# Bridgeport (Nebraska)
Bridgeport je grad u američkoj saveznoj državi Nebraska. Prema popisu stanovništva iz 2010. u njemu je živjelo 1,545 stanovnika.